# 3001: Odiseea finală
3001: Odiseea finală (titlu original 3001: The Final Odyssey) este un roman științifico-fantastic din 1997 scris de Arthur C. Clarke. Este al patrulea și ultimul roman din seria Odiseea spațială, care mai cuprinde romanele 2001: O odisee spațială (1968), 2010: A doua odisee (1982) și 2061: A treia odisee (1987).
Cartea prezintă aventurile lui Frank Poole, astronautul ucis de HAL 9000 în 2001: O odisee spațială prin sfâșierea costumului spațial și lansarea sa pe o traiectorie care duce spre spațiul cosmic îndepărtat.

## Cadrul acțiunii
În anul 3001, navele spațiale nu mai decolează de pe Pământ. Accesul de pe suprafața globului pe orbita terestră se face prin intermediul a patru lifturi spațiale plasate pe ecuator, legate între ele printr-un inel orbital. O serie de aștri din sistemul solar au fost colonizați, printre aceștia numărându-se sateliții Ganymede și Callisto, de pe care se fac observații de la distanță asupra evoluției vieții pe Europa, satelit pe care nici o navă sau sondă nu poate ateriza. Cometele pot fi capturate și remorcate prin sistemul solar acolo unde este nevoie de ele, iar roboții industriali, readucerea la viață a unor ființe demult dispărute prin intermeiul ingineriei genetice, precum și lumea virtuală, sunt elemente comune ale vieții de zi cu zi. Oamenii sunt conectați la un sistem informatic de genul internetului prin intermediul unei căști calibrate în funcție de personalitatea fiecăruia, medicina a cunoscut progrese remarcabile, majoritatea afecțiunilor fiind tratabile, iar religiile și conceptele asociate lor au devenit subiect tabu.

## Intriga
În anul 3001, trupul înghețat de o mie de ani al lui Frank Poole este descoperit în centura Kuiper, dincolo de orbita lui Neptun, de către nava spațială Goliath, specializată în colectarea cometelor. Știința și tehnologia medicală avansată a acelei perioade permit readucerea la viață a lui Poole, traiul într-o temperatură apropiată de zero absolut permițând conservarea corpului și a creierului într-o măsură suficientă încât să asigure recuperarea sa.
Poole este ajutat să se aducă la zi cu privire la mileniul scurs între timp și cu viața din acea perioadă. Astfel, el află că în Olduvai Gorge, Africa, s-au descoperit resturile unui monolit (cel care a dat naștere evoluției omenirii prezentate la începutul romanului 2001), iar monolitul lunar botezat TMA-1 a fost adus pe Pământ în 2006, fiind amplasat în fața sediului Națiunilor Unite din New York City. De asemenea, el este informat despre interdicția de a ateriza pe satelitul Europa, pe care se află un monolit în interiorul căruia își au sălașul coștiințele lui David Bowman și HAL.
Considerând că el ar putea fi singurul acceptat de Dave, Poole pornește spre Europa. Teoria sa se dovedește a fi corectă: nu numai că i se permite asolizarea, dar este contactat de Halman, entitatea rezultată prin contopirea conștiințelor lui HAL cu Bowman. De la ea, Poole află că monolitul a transmis un mesaj către creatorii săi, cu 450 de ani-lumină în urmă, o perioadă marcată de numeroase tulburări în istoria omenirii, iar mesajul pe care așteaptă să-l primească e posibil să prevadă distrugerea civilizației umane pentru a proteja nou-născuta civilizație de pe satelitul Europa.
Ajutat de consiliul care conduce omenirea, Frank reușește să trimită spre Halman o serie de virusuri informatice cu ajutorul cărora acesta încearcă să infectez matricea computerizată a monolitului, într-o operațiune disperată a omenirii care primește numele de cod Damocles. Acesta din urmă primește de la creatorii săi ordinul de a distruge civilizația umană, întocmai cum se temuseră oamenii, și se divizează într-o serie de monoliți care se reasamblează sub forma a două panouri uriașe menite să obtureze lumina și căldura solară, producând astfel distrugerea biosferei terestre. Din fericire, unul dintre virusurile folosite de Halman reușește să infecteze monolitul, iar acesta se dezintegrează, odată cu el dispărând și monoliții TMA-0 și TMA-1.
Halman apucă să-și încarce personalitatea într-un mediu de stocare holografic primit de la Poole și, astfel, supraviețuiește dezintegrării monolitului. Dar, deoarece era și ea infectată de virus, este sigilată pe vârful Pico de pe Lună, alături de toate armele chimice, biologice și cibernetice ținute acolo sub pază pentru a nu afecta civilizația umană.
Poole și alți oameni aterizează pe Europa și încearcă să stabilească relații pașnice cu nativii de acolo, în timp ce creatorii monoliților acceptă să dea o a doua șansă omenirii, șansa acesteia urmând să fie stabilită „în Ultimele Zile”.

### Capitolele cărții
| - Prolog I. ORAȘUL STELELOR - 1 - Cowboy-ul cosmic - 2 - Deșteptarea - 3 - Reabilitare - 4 - O cameră cu priveliște - 5 - Educație - 6 - Casca - 7 - Informare - 8 - Întoarcere la Olduvai - 9 - Skyland - 10 - Omagiu lui Icar - 11 - Aici sunt dragoni - 12 - Frustrare - 13 - Străin într-un timp străin II. GOLIATH - 14 - Adio Pământului | - 15 - Tranzitarea planetei Venus - 16 - Masa căpitanului III. LUMILE LUI GALILEO - 17 - Ganymede - 18 - Grand Hotel - 19 - Nebunia omenirii - 20 - Apostat - 21 - Carantina - 22 - Riscul IV. REGATUL SULFULUI - 23 - Șoimul - 24 - Evadarea - 25 - Foc în adâncuri - 26 - Tsienville - 27 - Gheață și vid | - 28 - Micul răsărit - 29 - Fantomele din mașină - 30 - Peisaj înspumat - 31 - Infirmerie V. ÎNCHEIERE - 32 - Un gentleman pentru relaxare - 33 - Contact - 34 - Judecata - 35 - Consiliu de război - 36 - Camera groazei - 37 - Operațiunea Damocles - 38 - Lovitura preventivă - 39 - Deicid - 40 - Miezul nopții: Pico - Epilog |

## Lista personajelor
- Frank Poole - participant la misiunea Discovery din 2001, în timpul căreia suferă un accident care-l expulzează în spațiu. Readus la viață un mileniu mai târziu, ajută la salvarea omenirii din calea distrugerii pusă la cale de Primii născuți
- Dimitri Dim Chandler - căpitanul remorcherului spațial Goliath și cel care descoperă trupul în derivă al lui Poole. Moare în timpul manevrelor de remorcare a unei comete.
- Profesorul Joe Anderson - doctorul însărcinat cu readucerea la viață a lui Poole, precum și cu monitorizarea sa ulterioară
- Indra Wallace - asociată a Departamentului de Istorie de la Oxford, specializată în istoria secolului al XXI-lea, devine cel mai apropiat prieten al lui Poole
- Danil - asistentul personal primit de Poole, o ființă fără cip de identitate încorporat
- Dr. Theodore Khan - filozof ganymedan
- Halman - entitatea formată prin contopirea conștiințelor lui HAL și David Bowman, care trăiește în monolitul Marele Zid de pe Europa și supraveghează evoluția raselor indigene

## Diferențe între3001și restul seriei
Monoliții sunt prezentați diferit față de romanele anterioare. Dacă monolitul din 2001 era capabil de transmisii superluminice și era prezentat ca o entitate gânditoare binevoitoare, mesajul trimis de Marele Zid din 3001 are nevoie de 450 de ani pentru a ajunge la destinație și a primi răspuns, iar monolitul este destul de drastic în aprecierile legate de rasa umană. Transcendența lui David Bowman ca un Copil-al-Stelelor este explicată acum ca un caz firesc de încărcare într-un calculator.
În 2010, Bowman îi apare lui Floyd folosindu-se de praful din cabină, pe care îl aglomerează să formeze propriul corp și chip, pentru a-l avertiza că nava Leonov trebuie să plece din apropierea lui Jupiter în cel mult 15 zile. Floyd reușește cu mare dificultate să-și convingă colegii despre faptul că nu a avut o halucinație, deoarece evenimentul nu fusese înregistrat de computer. Totuși, în 3001, dr. Allister Kim îi prezintă lui Poole o înregistrare a acelui eveniment.
În epilogul romanului 2010, intitulat simplu "20.001", se prezintă evoluția la care au ajuns europanii sub supravegherea monolitului rămas pe satelit. Însă, la sfârșitul lui 3001, toți monoliții din sistemul solar dispar.
În 3001, Pământul este înconjurat de un habitat inelar aflat pe orbită geostaționară în jurul său, de care este legat prin patru „turnuri” (lifturi spațiale), aflate la distanțe egale pe ecuator. Pe de altă parte, epilogul lui 2061 vorbește despre un habitat inelar conectat la Pământ prin șase „turnuri”.
Sunt schimbate și unele date. Se vorbește despre colapsul URSS-ului din 1991, însă în cărțile anterioare el încă mai exista în secolul al XXI-lea. Data nașterii lui Frank Poole este mutată în 1996, misiunea Discovery (din 2001) în jurul anului 2030, iar misiunea Leonov (din 2010) în jurul anului 2040. În afară de asta, Poole remarcă faptul că energia vidului era deja folosită în 2020, când primele trei cărți vorbeau că, în 2061, cea mai evoluată sursă de energie ar fi fost fuziunea la rece. Energia vidului ar fi făcut ca motorul cu plasmă și reactorul cu fisiune al navei Discovery să fie deja învechite la data misiunii, chiar și luând în considerare noua dată în care 3001 pretinde că ar fi avut loc (adică anul 2030).
Pe de altă parte, Clarke a declarat deseori că fiecare dintre romanele Odiseei se petrece într-un univers paralel separat — așa se demonstrează existența monoliților la sfârșitul romanului 2010, sau faptul că, în 2061, o parte a lui Floyd se alătură lui Bowman și HAL în interiorul monolitului Marele Zid, în timp ce 3001 nu vorbește despre așa ceva. Aceste universuri paralele fac parte din continuitatea retroactivă a lui Clarke.

## Încercări de ecranizare
Pe Yahoo Entertainment s-a anunțat în anul 2000 că MGM și actorul și regizorul Tom Hanks purtau discuții legate de ecranizarea atât a romanului 2061 cât și a lui 3001, Hanks urmând să-l interpreteze pe Frank Poole. O actualizare făcută în 2001 menționa că proiectul nu fusese concretizat.
În 2012, un scenariu al romanului 3001 a fost pus pe site-ul 2001:Exhibit website, în speranța de a stârni interesul celor de la MGM și WB pentru a ecraniza ultimul roman al seriei.

## Similarități cu alte opere ale lui Clarke
Habitatul inelar aflat pe orbită geostaționară în jurul Pământului a apărut pentru prima dată în opera lui Clarke la sfârșitul romanului Fântânile paradisului.

## Opinii critice
Deși romanul a avut succes, el nu s-a ridicat la standardele stabilite de 2001 și 2010. Steven Silver constată ușurința lecturii datorată „stilului fără stil al lui Clarke” și comentează că „deși este cotată ca Odiseea Finală, 3001 ridică noi întrebări despre Primii născuți”. Gérard Martin este de părere că „premisa intrigantă din 3001: Odiseea finală este aceea că prezintă posibilitatea provocatoare ca amenințarea majoră asupra existenței umane să nu fi fost Pământul sau Cerul. Mereu a existat altceva ascuns în interstițiile propriei noastre existențe.”

## Traduceri în limba română
- 1999 - 3001: Odiseea finală, ed. Image, 248 pag., ISBN 973-98995-8-7
- 2011 - 3001: odiseea finală (cartonată), ed. Nemira, colecția "Nautilus", traducere Vlad Constantin, 240 pag., ISBN 978-606-579-111-4